# Turkovići (Sokolac)
Pour les articles homonymes, voir Turkovići.
Turkovići (en serbe cyrillique : Турковићи) est un village de Bosnie-Herzégovine. Il est situé sur le territoire de la ville d'Istočno Sarajevo, dans la municipalité de Sokolac et dans la république serbe de Bosnie. Selon les premiers résultats du recensement bosnien de 2013, il compte 95 habitants.

## Géographie
Le village est situé sur les bords de la rivière Bioštica, un affluent droit de la Krivaja.

## Démographie

### Évolution historique de la population dans la localité
| 1948 | 1953 | 1961 | 1971 | 1981 | 1991 | 2013 |
| ---- | ---- | ---- | ---- | ---- | ---- | ---- |
| -    | -    | 337  | 286  | 226  | 244  | 95   |

|  |